# Araeoncus picturatus
Araeoncus picturatus là một loài nhện trong họ Linyphiidae.
Loài này thuộc chi Araeoncus. Araeoncus picturatus được Herman Theodor Holm miêu tả năm 1962.